# ロンゴノット山
ロンゴノット山（ロンゴノットさん、Mount Longonot）は、ケニアにある火山である。グレート・リフト・ヴァレー内のナイヴァシャ湖の南東にある。1860年代の噴火を最後に活動を休止していると考えられている。「ロンゴノット」はマサイ語のoloonong'otからきており、「たくさんの突出部」または「険しい尾根」を意味する。マサイ族はこの山をオルドイニョ・ローノンゴット (Ol Doinyo loonongot) と呼んでいる。
ロンゴノット山はロンゴノット山国立公園の一部であり、ケニア野生生物公社 (KWS) によって保護されている。国立公園の入り口からクレーターの縁まで道が伸び、クレーターを取り囲むループ状の道に続く。全行程は約8-9 kmの長さであるが非常に険しく、クレーター一周を含む、公園入り口-ロンゴノット山頂-公園入り口、を行くにはおよそ5時間のハイキングになる。入り口は海抜およそ2,150 m、山頂はおよそ2,780 mであるが、ジグザグのクレーター縁をなぞるため、実質的に垂直で650 m以上登ることになる。
小木の森がクレーター底を覆い、小さな水蒸気噴出孔がクレーター壁の周りに間を空けて見つかる。この山には様々な野生動物が棲息しており、シマウマ、キリン、バッファローおよびハーテビーストが有名である。ヒョウも報告されているが見つけるのは極めて困難である。
ロンゴノット成層火山は粗面岩からなり、約21,000年前の爆発噴火で形成された8×12 kmのカルデラ (クレーター) を持つ。カルデラ形成後の溶岩がカルデラ底と山麓で見つかっている。ルイス・リーキーが1928年に土地のマサイ族の老人に聞いた話によると、約60-70年前 (1860年前後) に北側の山腹で火口から火が噴出したという。
ロンゴノット山はナイロビの60 km北西にあり舗装された道で行くことができる。近くの町もロンゴノットという名前である。衛星通信のロンゴノット地球局は山の南に位置する。
- ケニアにあるロンゴノット山
- ロンゴノット地球局 2010年